# Arenal de la Virgen
El Arenal de la Virgen es un poblado habitado desde el Mesolítico hasta la Edad del Cobre ubicado al oeste de Villena (Alicante), en las cercanías de Las Virtudes, en unos mantos de arena que bordeaban la antigua laguna de Villena.

## Excavaciones y hallazgos
Las prospecciones superficiales, realizadas desde la década de 1950, han recuperado miles de piezas de sílex, que incluyen hojas finas de dorso rebajado, microlitos geométricos, microburiles y algunas puntas de talla bifacial, lanceoladas o de aletas y pedúnculo. Asimismo, se han hallado grandes utensilios nucleares y denticulados.
Del mismo modo que en Casa de Lara, también ubicado en la llanura arenosa, los hallazgos líticos están acompañados de cerámicas decoradas con todos los procedimientos típicos del Neolítico: ungulaciones, digitaciones, relieves, incisiones, acanalados, puntillados e impresiones diversas, entre ellas la cardial. La presencia en los llanos de Villena de dichas cerámicas impresas cuestionó la denominación Cultura de las Cuevas para ese tipo de hallazgos, utilizada por algunos arqueólogos en la segunda mitad del siglo XX. Por ende, se postuló la vigencia de la Ley de las arenas, establecida para los yacimientos pseudotardenoisiensess del Languedoc (Francia) también para las llanuras villenenses.